# Trasmette Napoli
Trasmette Napoli è un album di Mario Merola del 1994.

## Tracce
1. Trasmette Napoli (3'40")
2. L'Ammore c'o Sturzillo (2'40")
3. E Ancora Napoli (3'50")
4. Applausi (3'29")
5. Amaro E' 'O Bbene
6. Magnataville... (2'42")
7. Rumba Napulitana
8. Ll' Urdemo Tradimento